# Alexisonfire
Alexisonfire (произносится как Alexis-on-fire, алэксис он фаер) — музыкальная группа, образованная в Сент-Катаринс, Онтарио, Канада, в 2001 году. В состав группы входят Джорж Петит (вокал), Даллас Грин (гитара, вокал), Вэйд Макнил (гитара, вокал), Крис Стил (бас-гитара) и Джордан Хэйстингс (ударные). Сами музыканты описывают свою музыку как «звуки, издаваемые двумя ученицами католической школы, дерущимися на ножах» (ссылаясь на свою песню «A Dagger Through the Heart of St. Angeles», которая также вдохновила их на дизайн обложки дебютного альбома).
Группа выпустила три очень успешных альбома: дебютная пластинка «Alexisonfire» (2002) получила в Канаде статус золотой, а «Watch Out!» (2004) и «Crisis» (2006) — статусы платиновых альбомов. Тур в поддержку последней пластинки продолжался до декабря 2007 года, после чего группа взяла небольшой перерыв, после которого приступила к записи своего очередного альбома «Old Crows/Young Cardinals» (2009).

## История
Группа «Alexisonfire» сформировалась в конце 2001 года в результате распада трёх музыкальных коллективов. Петит играл на бас-гитаре в группе «Condemning Salemn», Грин был основным вокалистом и гитаристом в Helicon Blue, а Макнил и Стил играли в поп-панк-группе Plan 9. Собравшись вместе, музыканты основали Alexisonfire, пригласив в группу барабанщика Джесси Ингелевикса.
Группа выпустила свой первый EP «Math Sheet Demos» в 2002 году. EP получил такое название в связи с тем, что компакт-диск с демозаписями Джесси завернул в свою домашнюю работу по математике. В этом же году на группу обратили внимание работник звукозаписывающей студии Грег Белоу и журналист из Монреаля Митч Джоуэл — основатели лейбла «Distort Entertainment». Белоу сотрудничал в то время с компанией «EMI», благодаря чему ему удалось заключить контракт с группой, записав с ней несколько песен.
9 сентября 2002 года в свет вышел альбом «Alexisonfire». Сама группа устроила тур в поддержку диска, дважды объехав Канаду и выступив в США и Европе. Коллектив поиграл на одной сцене с такими именитыми коллегами как Billy Talent, Godsmack, Glassjaw, Deftones.
В 2011 году после выпуска EP Dog’s Blood объявила о распаде. 9 марта 2015 года группа объявила о возобновлении музыкальной карьеры.

## Состав
- Джордж Петтит — вокал (2001—2011; 2012; 2015-настоящее время)
- Даллас Грин — гитара, вокал (2001—2010; 2012; 2015-настоящее время)
- Вэйд МакНейл — гитара, вокал (2001—2011; 2012; 2015-настоящее время)
- Крис Стил — бас-гитара (2001—2011; 2012; 2015-настоящее время)
- Джордан Гастингс — ударные (2005—2011; 2012; 2015-настоящее время)

### Бывшие участники
- Джесси Ингелевикс — ударные (2001—2005)

## Дискография

### Альбомы
- Alexisonfire — 9 сентября 2002 года
- Watch Out! — 29 июня 2004 года
- Crisis — 22 августа 2006 года
- Old Crows/Young Cardinals — 23 июня 2009 года
- Otherness — 24 июня 2022 года

### Мини-альбомы
- Dog's Blood (EP) — 2 ноября 2010 года
- Death Letter (EP) — 1 декабря 2012 года

### Концертные альбомы
- Live at Copps (Live) — 12 февраля 2016[8]

### Синглы
- Familiar Drugs — 15 февраля 2019[8]
- Complicit — 24 мая 2019[8]
- Season of the Flood — 14 января 2020[8]